# Forte di Altafiumara
Il Forte di Altafiumara, o Castello di Altafiumara (già Forte di Santa Trada), è una fortificazione dell'antico sistema difensivo del versante reggino dello Stretto di Messina. Sorge su una delle scogliere a strapiombo sullo Stretto, presso Cannitello (frazione di Villa San Giovanni). Da alcuni anni la costruzione è stata trasformata in una elegante struttura alberghiera.

## Storia
Le notizie più attendibili sulla data della sua originaria edificazione, sono riportate dal padre domenicano Antonino Minasi che, in una sua stampa del 1790, nominata "Carta corografica ed idrostatica tra Scilla e Cariddi", subito dopo il "Capo Cavallo sul cui granito sana è rimasta la Torre donde si vede il C. (castello) di Scilla", indica il luogo della sua erezione come "Capo del Fortino sul cui rialto si piantò nel 1734 la nota batteria & c." Il forte nasce come fortezza borbonica quindi nella prima metà del secolo XVIII con il toponimo di Forte di Santa Trada. Ebbe prevalentemente funzione militare, a difesa dalle incursioni provenienti dal mare; insieme al forte di Torre Cavallo rappresentava infatti un punto strategico nel controllo dello Stretto di Messina.
Dopo i danni causati al forte dal terremoto del 1783, Gioacchino Murat, allora Re di Napoli, ne ordinò nel 1811 la ristrutturazione.
Nel 1860 il forte di Altafiumara fu teatro di scontri tra i Borboni e le truppe garibaldine, il cui sbarco avvenne proprio alla foce del torrente Santa Trada. Scontri che portarono i Garibaldini ad assumere il controllo della fortezza.
Ultimata la sua funzione militare, l'impianto fu ridotto a rudere. Più tardi venne acquistato da una società privata e fu trasformato in un'elegante struttura turistica. Dopo una attenta opera di ristrutturazione, è oggi divenuto uno dei più esclusivi hotel della Calabria.